# 原国民政府司法部大门
原国民政府司法部大门位于中国江苏省南京市鼓楼区中山路251号（原269号），建于20世纪30年代，今为南京市供电局大门。建筑坐西向东，采用钢筋混凝土结构，正面由八根成对的多立克式柱子划分为三开间，中部开间较两侧略小，背面造型简化。院内面向大门正中原有建于1935年的国民政府司法院主楼，采用西方宫殿式建筑风格，已毁于1949年4月的大火。